# Elin Henriksson
Elin Anna Viktoria Henriksson, född 16 oktober 2003, är en svensk längdskidåkare tävlande för Skellefteå SK och svenska längdlandslaget.
Elin Henriksson tog vid U23-världsmästerskapen 2025 brons i den klassiska sprinten.

## Resultat

### Världsmästerskap U23
| Tävling         | 10 km | 20 km | Sprint | Mixed stafett |
| --------------- | ----- | ----- | ------ | ------------- |
| Planica 2024    | 4:e   | 27:e  | 26:e   | Brons         |
| Schilpario 2025 | 25:e  | 11:e  | Brons  | —             |